# Robert Montgomery
Robert Montgomery (nacido como Henry Montgomery Jr., Beacon, Nueva York, 21 de mayo de 1904-Nueva York, 27 de septiembre de 1981) fue un actor y director estadounidense. 
Tuvo una infancia privilegiada, pues su padre era presidente de la New York Rubber Company. Cuando su padre falleció, la fortuna familiar desapareció, y el joven Robert fue a Nueva York para abrirse camino escribiendo y actuando. Coincidir en el escenario con George Cukor le dio la oportunidad de ir a Hollywood donde, en 1929, debutó en So This is College. Norma Shearer le eligió para trabajar junto a ella en Private Lives (Solo ella lo sabe) en 1931, y se convirtió en una estrella. En esa época, Montgomery apareció en la primera versión filmada de When Ladies Meet (De mujer a mujer) (1933). En 1937, protagonizó junto a Marion Davies Ever Since Eve, a partir de una obra del dramaturgo de moda entonces, Lawrence Riley.
En 1935, Montgomery fue nombrado Presidente del Screen Actors Guild, siendo reelegido en 1946. En 1937 protagonizó El último adiós a la señora Cheyney (The Last of Mrs. Cheyney) junto a Joan Crawford. En 1937 fue nominado al Oscar al mejor actor por su papel de psicópata en la película Night Must Fall (Al caer la noche), y otra vez en 1942 por Here Comes Mr. Jordan (El difunto protesta). Durante la Segunda Guerra Mundial, se unió a la Armada de los Estados Unidos, llegando al grado de mayor.
En 1945 volvió a Hollywood, debutando en la dirección, pero sin títulos de crédito, con They Were Expendable, donde dirigió algunas de las escenas de los PT Boat cuando el director John Ford fue incapaz de trabajar por motivos de salud. Su primer trabajo como director acreditado fue Lady in the Lake (1947), película también protagonizada por él, la cual consiguió críticas variadas. En 1941 protagonizó junto a Carole Lombard Matrimonio original de Alfred Hitchcock. Fue testigo ante el Comité de Actividades Antinorteamericanas en 1947. 
En 1948, presentó los Premios Óscar. También presentó una popular serie de televisión, Robert Montgomery Presents, en los años cincuenta.
Estuvo casado con Elizabeth Bryan Allen desde 1928 hasta 1950, fecha de su divorcio, y con Elizabeth Grant Harkness, desde 1950 hasta la muerte de él en Nueva York en 1981, con 77 años, a causa de un cáncer. Sus hijos fueron la actriz Elizabeth Montgomery y Robert Montgomery Jr.
Montgomery tiene dos estrellas en el Paseo de la Fama de Hollywood, una de ellas por su contribución al cine en el 6440 de Hollywood Blvd., y otra por su trabajo televisivo en el 1631 de Vine Street.

## Premios y distinciones
Premios Óscar
| Año  | Categoría   | Película            | Resultado |
| ---- | ----------- | ------------------- | --------- |
| 1938 | Mejor actor | Al caer la noche    | Nominado  |
| 1942 | Mejor actor | El difunto protesta | Nominado  |